# Silici monocristal·lí

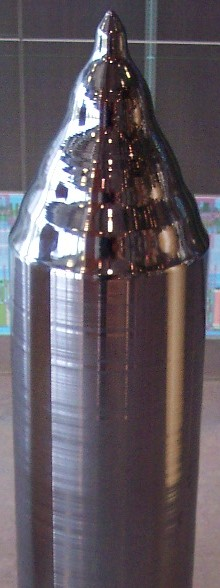
Silici monocristal·lí

El silici monocristal·lí (o, en anglès: "single-crystal silicon", "single-crystal Si", "mono c-Si", o mono-Si) és el material base per xip de silici utilitzat en pràcticament tots els equips electrònics d'avui. Mono-Si també serveix com a material fotovoltaic, que absorbeix la llum en la fabricació de cel·les solars, cristal·lita, donant-li al material el seu típic efecte de floc de metall.
Consisteix en silici en què la xarxa cristalina de tot el sòlid és contínua, ininterrompuda a les seves vores i lliure de qualsevol límit de grans. Mono-Si pot estar preparat  intrinsic, que consisteix únicament en un silici extremadament pur, o dopat, que conté petites quantitats d'altres elements afegits per canviar les seves propietats semiconductores. La major part dels monocristalls de silici són cultivats pel procés Czochralski en lingots de fins a 2 metres de longitud i pesa diversos centenars de quilograms. Aquests cilindres s'allotgen a continuació a wafers d'uns pocs centenars de micres per a un posterior processament.
El silici monocristall és potser el material tecnològic més important de les últimes dècades -l'"era del silici", perquè la seva disponibilitat a un cost assequible ha estat essencial per al desenvolupament dels dispositius electrònics en què es basa la revolució actual electrònica i la  IT.
El silici monocristal·lí és diferent d'altres formes al·lotrópiques, com el silici amorf no cristal·litzat, utilitzat en cel·les solars de pel·lícula fina i el silici policristal·lí, que consisteix en petits cristalls, també conegut com a cristal·lites.

## En plaques solars
El silici monocristal·lí també s'utilitza per a plaques fotovoltaiques (PV) d'alt rendiment. Com que hi ha exigències menys estrictes sobre les imperfeccions estructurals en comparació amb les aplicacions de microelectrònica, sovint s'utilitza silici de qualitat solar (Sog-Si) de menor qualitat per a les cèl·lules solars. Malgrat això, la indústria fotovoltaica de silici monocristal·lí s'ha beneficiat molt del desenvolupament de mètodes de producció de mono-Si més ràpids per a la indústria electrònica.